# أنطونيو سالازار
أنطونيو دو أوليفيرا سالازار (بالبرتغالية: António de Oliveira Salazar) 28 أبريل 1889 – 27 يوليو 1970) شغل منصب رئيس الوزراء وديكتاتور البرتغال في الفترة من 1932 إلى 1968. كان رئيس الجمهورية في عام 1951 ، بصفة مؤقتة. أسس وقاد نوفو استادو ( "الدولة الجديدة") التي حكمت وسيطرت على البرتغال من 1932 حتى 1974.
كان حاكمًا مستبدًا للبرتغال، أصبح رئيسًا للوزراء عام 1932م. ثم أعلن في العام التالي دستورًا جعله حاكمًا استبداديًا. . قبل أن يدخل سالازار في خدمة الحكومة كان خبيرًا في الشؤون المالية، وأستاذًا في علم الاقتصاد بجامعة مومبرا. في عام 1926 رفض أن يشغل منصب وزير المالية، لأنه كان يرى أنه لا يمتلك السلطة الكافية لحل مشاكل البرتغال المالية. وفي عام 1928 تردت الحالة الاقتصادية في البرتغال لدرجة أن الحكومة أعطت سالازار السلطات التي طالب بها.
أقام سالازار دولة عسكرية، فوضع النقابات تحت إدارة الحكومة. ومنع حرية الصحافة والحريات السياسية، وأقام الاقتصاد على قواعد محكمة، ولكنها كانت على حساب الأجور، ورفاهية كثير من المواطنين. و في وسط الحرب العالمية الثانية احتفظ سالازار بحياد البرتغال. فأصبحت العاصمة لشبونة حلقة الوصل بين الدول الحليفة ودول المحور، حيث كان عملاؤهم يعملون بحرِّية تامة في أنحاء الدولة المختلفة. ومع ذلك استطاع سالازار أن يحافظ على علاقات البرتغال التقليدية بإنجلترا، ومنح الدول الحليفة قواعد جوية وبحرية في جزر الآزور، وهي مجموعة جزر برتغالية.
تزايدت المعارضة السياسية ضده في البرتغال في أواخر الخمسينيات. لفتت سياساته نحو أنغولا وموزمبيق، وبعض المستعمرات البرتغالية الأخرى في أفريقيا أنظار العالم في أواخر الستينيات، حيث عمل سالازار على الاحتفاظ بسيطرة البرتغال على هذه المستعمرات بالرغم من عدم موافقة الأمم المتحدة والأفارقة. منذ عام 1968 بدأ يعاني من شلل في الدماغ عجز معه عن القيام بواجباته. أُبْعد سالازار عن الحكم بطريقة لم يكن يتوقعها، وتولى السلطة مكانه مارسيلو كايتانو، وتوفي سالازار بعد ذلك بسنتين.

## روابط خارجية
- أنطونيو سالازار على موقع IMDb (الإنجليزية)
- أنطونيو سالازار على موقع الموسوعة البريطانية (الإنجليزية)
- أنطونيو سالازار على موقع مونزينجر (الألمانية)
- أنطونيو سالازار على موقع قاعدة بيانات الأفلام السويدية (السويدية)
- أنطونيو سالازار على موقع إن إن دي بي (الإنجليزية)
- أنطونيو سالازار على موقع ديسكوغز (الإنجليزية)
- أنطونيو سالازار على موقع قاعدة بيانات الفيلم (الإنجليزية)
- أنطونيو سالازار على موقع كينوبويسك (الروسية)